# 安德烈·卡帕斯
安德烈·卡帕斯（英語：Andrej Karpathy，1986年10月23日—）是一名斯洛伐克裔加拿大計算機科學家，曾擔任特斯拉人工智慧和自動駕駛視覺總監。他曾任職於OpenAI，專門研究深度學習和計算機視覺。

## 生平
卡帕斯出生於捷克斯洛伐克布拉提斯拉瓦（今斯洛伐克），15歲時隨家人移居多倫多。他於2009年在多倫多大學獲得計算機科學和物理學學士學位，2011年在英屬哥倫比亞大學獲得碩士學位，期間他從事物理模擬人物（例如，模擬跑步者或人群中的模擬人物）的研究。
卡帕斯於2016年獲得史丹佛大學博士學位，師從李飛飛，主要研究自然語言處理和計算機視覺的交叉點，以及適合這一任務的深度學習模型。他是史丹佛大學第一門深度學習課程《CS 231n：用於視覺識別的卷積神經網路》的作者和主要講師。這門課成為史丹佛大學最大的課程之一，學生人數從2015年的150人增加到2017年的750人。
卡帕斯是人工智慧研究團體OpenAI的創始成員，2015年至2017年擔任該團體的研究科學家。2017年6月，他成為特斯拉人工智慧總監。他被《麻省理工科技評論》評為2020年35歲以下創新人士之一。在特斯拉休假數月後，他宣布將於2022年7月離開公司。截至2023年2月，他在YouTube上製作關於如何創建人工神經網路的影片。
2023年2月，卡帕斯宣布重返OpenAI。

## 外部連結
- 由Google学术搜索索引的安德烈·卡帕斯出版物
- 官方网站
- 安德烈·卡帕斯 （页面存档备份，存于）在Medium上的個人網頁